# Fayence-Manufaktur Wrisbergholzen

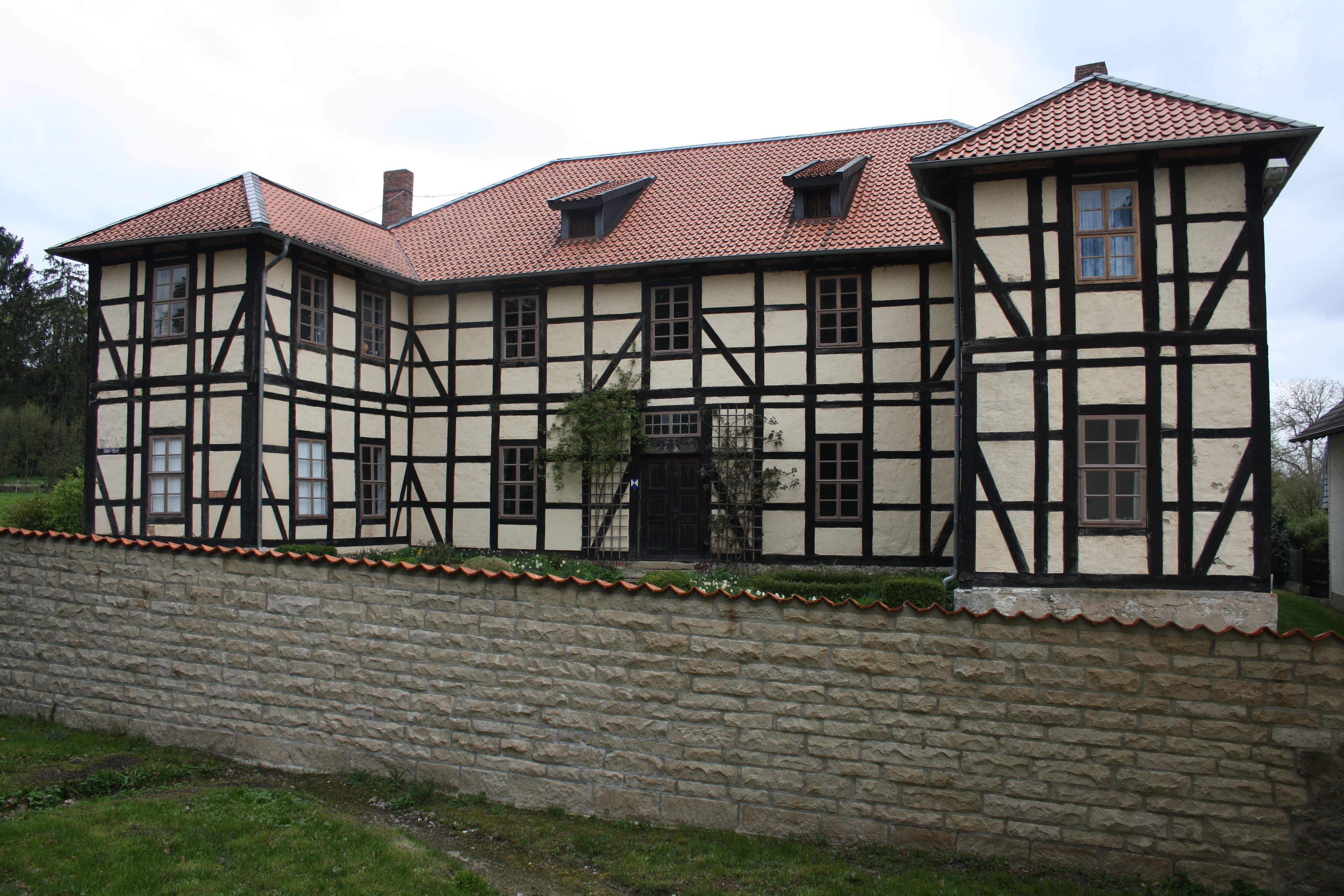
Fayence-Manufaktur Wrisbergholzen

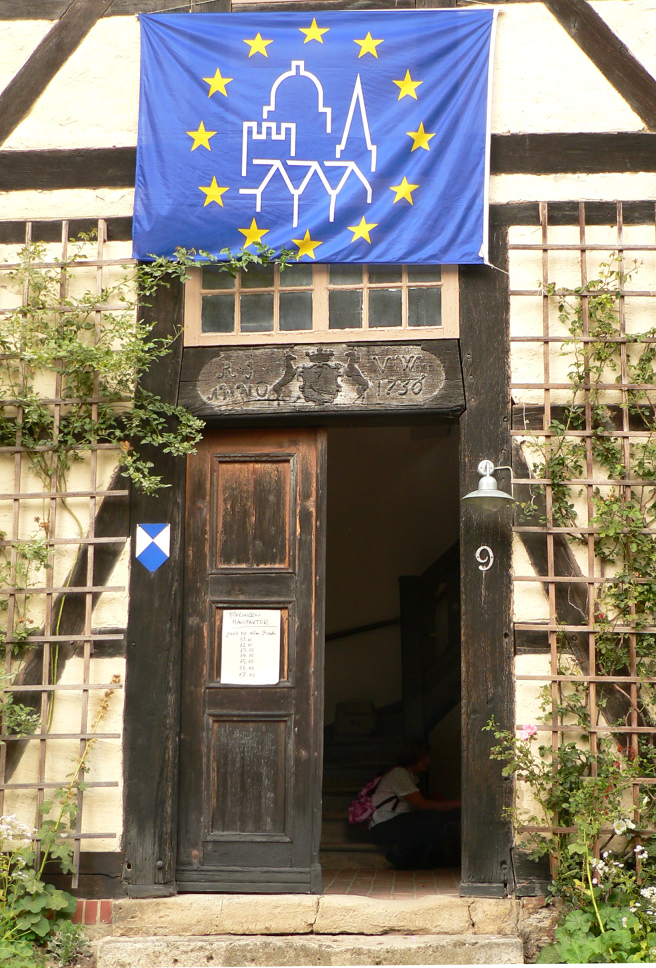
Eingangstür mit Zierbalken mit Jahreszahl 1736 und Familienwappen von Wrisberg, blaue Fahne zum Tag des offenen Denkmals, 2011

Die Fayence-Manufaktur Wrisbergholzen produzierte seit 1737 im heutigen Ortsteil Wrisbergholzen der Gemeinde Sibbesse, Landkreis Hildesheim. Die Manufaktur stellte zunächst Fayence-Erzeugnisse und später auch Steingutware her. Freiherr Rudolf Johann von Wrisberg ließ die Manufaktur 1736 nahe dem Vorgängerbau von Schloss Wrisbergholzen erbauen. Nach der Betriebsstilllegung 1834 wurde sie von Schlossbediensteten bewohnt. Das Gebäude gilt als die einzig erhaltene Fayence-Manufaktur des 18. Jahrhunderts und das einzig erhaltene vorindustrielle Fabrikgebäude im norddeutschen Raum. Die Gebäudeerhaltung und Sanierung betreibt seit 1984 ein Verein.

## Baubeschreibung
Das 1736 errichtete Manufakturgebäude ist in seiner ursprünglichen Raumstruktur nahezu unverändert erhalten. Es handelt sich um ein zweigeschossiges Fachwerkhaus mit C-förmigem Grundriss. Der Eingang ist mittig gesetzt und trägt einen Türsturz als geschnitzter Zierbalken mit dem Wappen der Familie Wrisberg und der Jahreszahl 1736. Das Erdgeschoss hat eine Fläche von 340 m² und ist 3,5 m hoch. Im Erdgeschoss findet sich neben einer geräumigen Diele der 4 m hohe Brennraum, in dem früher der Brennofen stand. Der große Ofen erstreckte sich über die beiden Geschosse bis zum Dach. Die erhalten gebliebenen Grundmauern der Brennkammer sind 1990 archäologisch freigelegt worden.
In den beiden seitlich vorspringenden Gebäudeflügeln befanden sich im Erdgeschoss jeweils eine Wohnung für den Verwalter und den Brennmeister. Im ersten Stock gab es Räumlichkeiten zur Lagerung der Waren sowie je einen Arbeitssaal für Dreher und Maler. Das Gebäude ist im rechten Flügel unterkellert. Der 2 m hohe Keller mit einem tonnenförmigen Steingewölbe ermöglichte die feuchte Lagerung des Tons, da durch den Raum ein kleiner Wasserlauf mit Rinnen hindurchgeleitet wurde.

## Entstehung

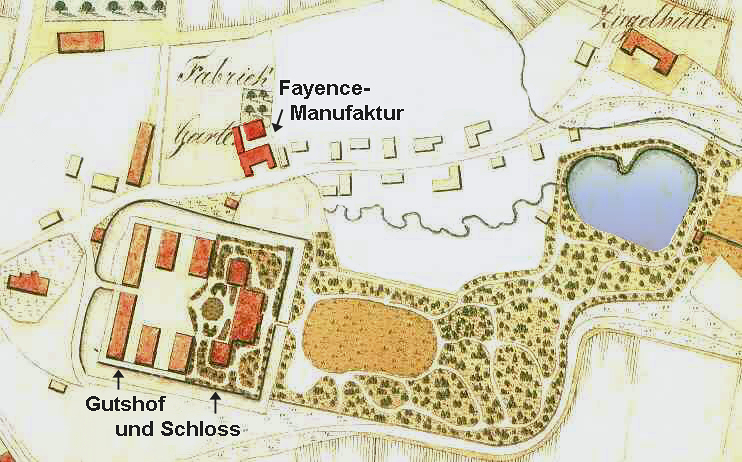
Lageplan von Schloss Wrisbergholzen und der Manufaktur (1815)

Graf Johann Rudolf von Wrisberg (1677–1764), damals Präsident des Oberappellationsgerichts Celle, beabsichtigte ursprünglich, eine Tabakspfeifenfabrik in Wrisbergholzen einzurichten. Der Plan scheiterte am Mangel an Kaolin als Grundmaterial. Jedoch wurde in Ortsnähe Tonerde gefunden, die sich für das Brennen von Fayenceerzeugnissen eignete. Da in den Wäldern des gräflichen Gutshofes genügend Brennholz zum Betreiben des Brennofens vorhanden war, wurde die Manufaktur erbaut. Im Vorfeld wurden Erkundigungen eingezogen und man nahm Kontakt zur 1707 gegründeten Braunschweiger Fayence-Manufaktur auf, um den dortigen Brennofen zu studieren. Der Bau entstand 1736 auf dem Gelände des Küchengartens, der zum Vorgängerbau von Schloss Wrisbergholzen gehörte. Mit der Erbauung war der Baumeister Erich Joachim Bütemeister aus Moringen beauftragt worden, der ab 1740 auch den Neubau von Schloss Wrisbergholzen und der Gutsanlage leitete. Obwohl im Inneren der Manufaktur ein großer Brennofen vorhanden war, wurde hinter dem Gebäude 1739 ein zweiter Ofen für kleinere Brände in Betrieb genommen.

## Produktion

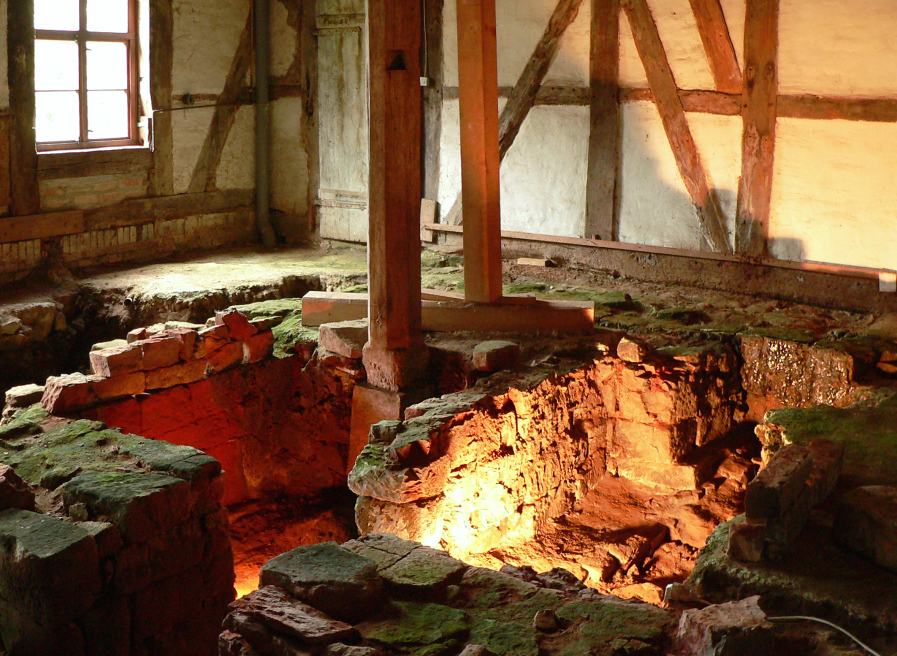
Ausgegrabene Fundamente des Brennofens

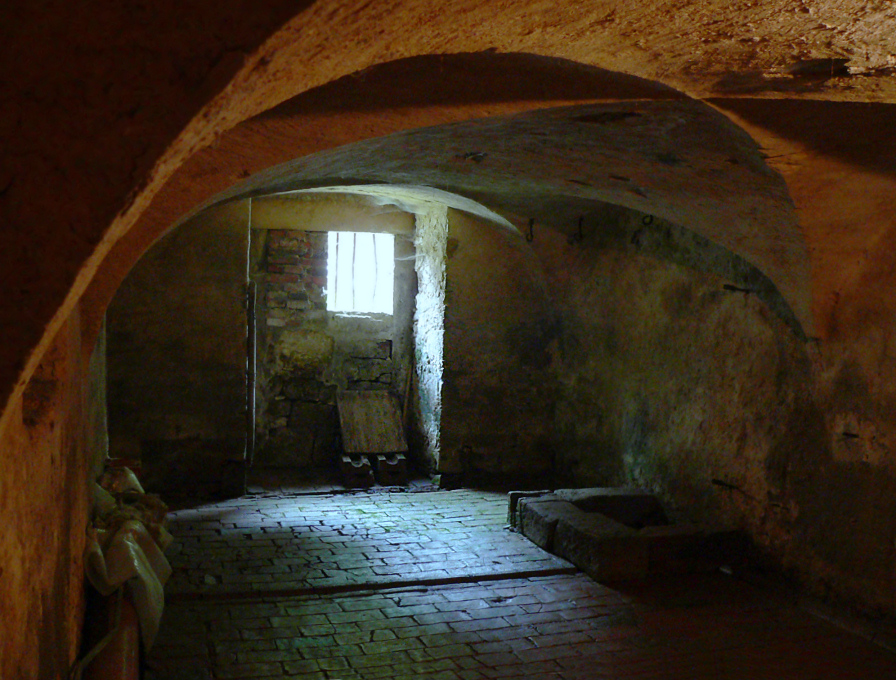
Gewölbekeller mit Wasserlauf (rechts an der Wand) zur feuchten Tonlagerung

Beim Produktionsbeginn der Manufaktur als „Porcellain Fabrique“ 1737 wurden zunächst Fayenceerzeugnisse hergestellt. In den ersten 40 Jahren waren dies vor allem großformatige Wandfliesen, deren Herstellung in der damaligen Zeit wegen der Größe schwierig war. Mit diesem Produkt erhob sich die Manufaktur Wrisbergholzen über die Leistung anderer deutscher Betriebe, wie die Fayence-Manufaktur Münden. Das Manufakturlogo in Wrisbergholzen waren die Initialen WR.
Das herausragendste Beispiel für die großformatige Fliesenproduktion ist die Ausstattung des Fliesenzimmers im Schloss Wrisbergholzen. 680 der insgesamt 800 blau-weißen Fliesen mit emblematischen Motiven nach literarischen Vorlagen aus dem 16. sowie 17. Jahrhundert stammen aus der Manufaktur und verkleiden die Wände des Zimmers vollständig. Alle Emblemfliesen sind Unikate und wurden ab 1746 vom Maler Johann Christoph Haase († 18. Oktober 1749) bemalt.
Großformatige Wandfliesen aus Wrisbergholzen fanden Verwendung im zerstörten Schloss Ruthe bei Sarstedt, im Gartensaal des bischöflichen Palais in Münster und im königlichen Badehaus in Bad Rehburg.
Gegen Ende des 18. Jahrhunderts ging die Manufaktur zur Herstellung von Steingut von unterschiedlicher Qualität über. Größtenteils wurden preiswerte Produkte für den täglichen Gebrauch produziert. Dabei handelte es sich um Fayencen als Krüge, Teller, Blumentöpfe sowie Tintengefäße mit einfachen Mustern. Die günstige Massenware wurde in der Umgebung und in nahe gelegenen Städten (Braunschweig, Göttingen, Hildesheim, Holzminden) verkauft. Für finanzkräftigere Kunden gab es aufwändigere Produkte, wie Vasen und Skulpturen mit chinesischen Motiven. Eine hohe Deckelvase, die der Künstler Johann Schröder um 1740 bemalte, war 1889 das erste Fayence-Exponat des 1889 gegründeten Museums August Kestner in Hannover. Insgesamt verschaffte die Manufaktur dem Ort Wrisbergholzen während des 18. Jahrhunderts eine große wirtschaftliche Bedeutung.
Zwischen 1815 und 1825 war Louis Gerverot, langjähriger Leiter der Porzellanmanufaktur Fürstenberg, Direktor der Manufaktur Wrisbergholzen. Als er die Stellung 1815 übernahm, befand sich der Betrieb in einem desolaten Zustand mit nur noch seltenen Bränden von Steingut. Danach besserte sich die Situation und der Betrieb arbeitete noch 18 Jahre weiter.

## Niedergang
1834 stellte die Manufaktur die Produktion ein. Sie hatte nahezu 100 Jahre lang produziert, was ein ungewöhnlich langer Produktionszeitraum ist. Das belegt, dass das Unternehmen trotz der Konkurrenz aus dem südniedersächsischen Raum wirtschaftlich florierte. Ursache für den Niedergang, wie auch bei anderen Fayence-Manufakturen, war das einsetzende Industriezeitalter. Die Manufakturen mit überwiegend handwerklichen Produktionsabläufen waren gegenüber Fabriken nicht mehr konkurrenzfähig. Außerdem war die Fabrikware billiger und haltbarer.
Nach der Stilllegung 1834 wurde das Gebäude zu Wohnzwecken für Bedienstete von Schloss Wrisbergholzen genutzt, darunter Gartenmeister und Förster. Nach dem Zweiten Weltkrieg diente es zur Unterbringung von bis zu acht Flüchtlingsfamilien, die ihre Heimat im Osten des Deutschen Reichs als Heimatvertriebene verlassen hatten. Die mangelnde Instandhaltung führte dazu, dass ab 1964 nur noch eine Wohnung im Haus bewohnbar war und sich der Bauzustand beständig verschlechterte.

## Heute
1984 gründete sich der Verein zur Erhaltung von Baudenkmalen in Wrisbergholzen und übernahm das im Besitz des Schlosseigentümers stehende, stark restaurierungsbedürftige Gebäude. Der etwa 20 aktive Mitglieder umfassende Verein beschäftigt sich seither auf ehrenamtlicher Basis mit der Erhaltung der historischen Gebäude im Gesamtensemble des Schlosses Wrisbergholzen, insbesondere um die ehemalige Fayence-Manufaktur. Die Vereinsmitglieder setzten im Laufe der Jahre das Manufakturgebäude in Eigenarbeit wieder instand und pflegen seither das dazugehörige Grundstück. Bei den ersten Arbeiten wurde Schlamm aus dem Keller geschafft und es wurden große Mengen an Sperrmüll aus den Räumlichkeiten entfernt. Die Erhaltung erfolgt auch im Rahmen von Forschungsarbeiten und durch internationale Austauschprojekte. Der Verein richtete im Gebäude eine kleine Ausstellung mit Fundstücken (Gefäße und Scherben) ein, die aus den Ausgrabungen und Restaurierungen stammen. Auch bietet er Führungen an, vor allem am Tag des offenen Denkmals.